# Константин Фёдорович Улемец
Константи́н Фёдорович Уле́мец — святой, ярославский князь, сын Фёдора Ростиславича и княгини Анны.
Прозвище означает «учёный», «мудрец». Княжил ли он с братом Давидом, из летописей не ясно. Занимался науками. Согласно житию, умер девственником — не позднее 1321 года.

## Почитание Русской православной церковью
Почитается Русской церковью как святой благоверный князь и ярославский чудотворец, память совершается (по юлианскому календарю): 5 марта (обретение мощей), 23 мая (Собор Ростовских святых), в воскресенье перед 10 августа (Собор Смоленских святых), 19 сентября и 4 октября (Собор Казанских святых). Его мощи, мощи его отца Феодора и брата Давида были обретены в Спасо-Преображенском соборе в 1463 году. В летописном сказании об обретении их мощей сообщается:
Во граде Ярославле в монастыре Святого Спаса лежали три князя великие, князь Феодор Ростиславич да дети его Давыд и Константин, поверх земли лежали. Сам же великий князь Феодор велик был ростом человек, те у него, сыновья Давид и Константин, под пазухами лежали, зане меньше его ростом были. Лежали же во едином гробе.

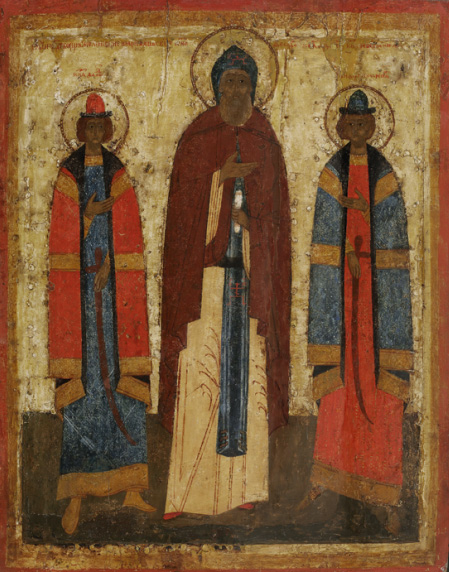
Икона с изображением Константина, отца и брата, написанная вскоре после их канонизации. Частный музей русской иконы
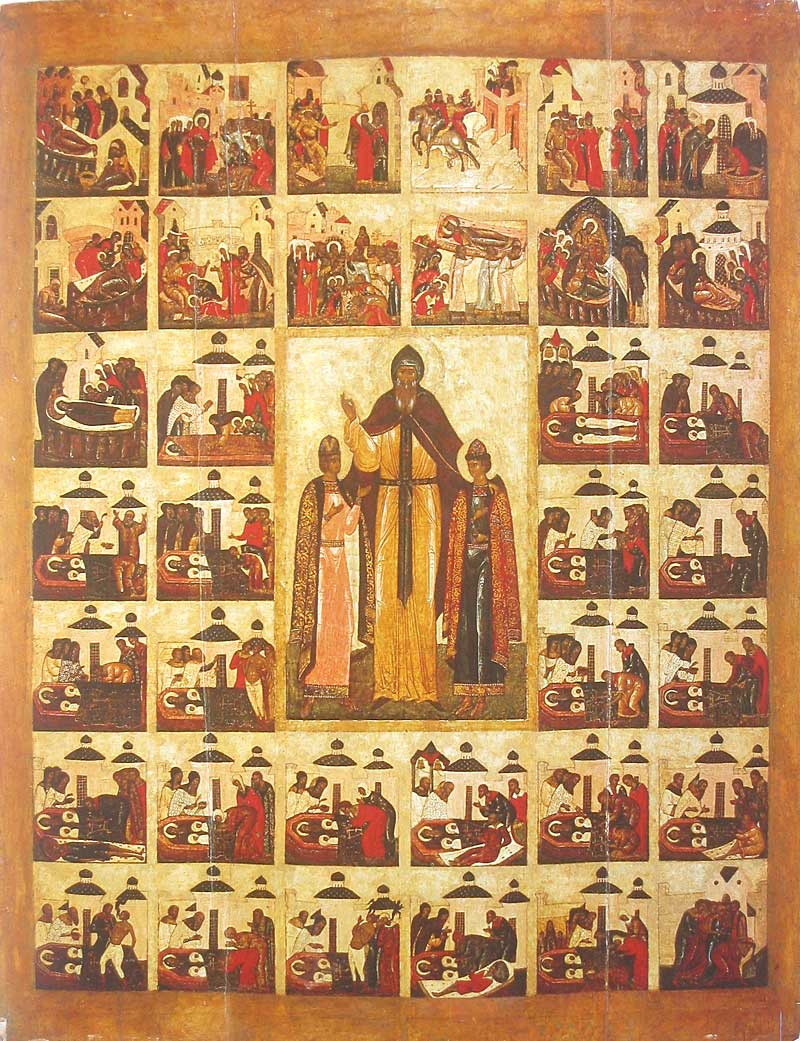
Икона «Ярославские князья Фёдор, Давид и Константин в житии», XVI век. Ярославский историко-архитектурный и художественный музей-заповедник. Из церкви Чудотворцев Спасского монастыря в Ярославле